# 广西青牛胆
广西青牛胆（学名：Tinospora guangxiensis）为防己科青牛胆属下的一个种。其种加词“guangxiensis”意为“广西的”。